# Romance epistolar

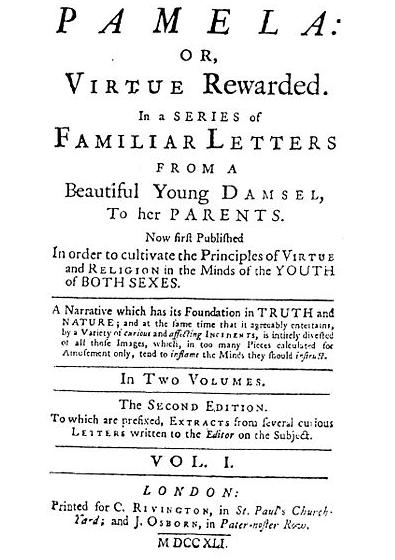
Capa da edição de 1741 de "Pamela, or Virtue Rewarded" de Samuel Richardson (1740).

Romance epistolar é um livro escrito que usa uma técnica literária que consiste em desenvolver a história principalmente através de cartas, embora também sejam usadas entradas de diários e notícias de jornais. O nome "epistolar" vem do latim epistolaris "relativo a carta, epístola". O objetivo desta técnica ao ser criada era dar maior realismo a uma história.
O romance epistolar teve seu auge de popularidade no século XVIII, declinando no século XIX.

## Tipos
Há três tipos de romances epistolares: monológicos (a obra é composta pelos textos de apenas uma personagem, exemplo: A Carta, de Pero Vaz de Caminha), dialógicos (a obra é composta pelos textos de duas personagens) e polilógicos (a obra é composta pelo texto de três ou mais personagens, exemplo: Crônica da Casa Assassinada, de Lúcio Cardoso ).

## Romances epistolares famosos
- Cartas Persas (1721), de Montesquieu
- Pamela (1740), de Samuel Richardson
- A Nova Heloísa (1761), de Jean-Jacques Rousseau
- Os Sofrimentos do Jovem Werther (1774), de Johann Wolfgang von Goethe
- As Ligações Perigosas (1782), de Choderlos de Laclos
- Ultime lettere di Jacopo Ortis (1798), de Ugo Foscolo
- Memórias de duas jovens esposas (1841), de Honoré de Balzac
- The Tenant of Wildfell Hall (1848), de Anne Brontë
- Dracula (1897), de Bram Stoker, em que as cartas se alternam com anotações em diários e recortes de jornal
- Carrie (1974), de Stephen King
- A Cor Púrpura (1982), de Alice Walker
- A Caixa Preta (1987), de Amos Oz
- As Vantagens de Ser Invisível (1999), de Stephen Chbosky
- Crônica da Casa Assassinada (1959), de Lúcio Cardoso
- LucÍola (1959) , de JosÉ de Alencar